# Okręg Bonneville
Okręg Bonneville (fr. Arrondissement de Bonneville) – okręg we wschodniej Francji. Populacja wynosi 161 tysięcy.

## Podział administracyjny
W skład okręgu wchodzą następujące kantony:
- Bonneville,
- Chamonix-Mont-Blanc,
- Cluses,
- Roche-sur-Foron,
- Saint-Gervais-les-Bains,
- Saint-Jeoire-en-Faucigny,
- Sallanches,
- Samoëns,
- Scionzier,
- Taninges.